# Holothyridae
Holothyridae é uma família de ácaros holotrídeos que inclui 6 (8) géneros e cerca de 20 espécies. A distribuição natural do grupo está restrita à Oceania, Sri Lanka e ilhas do Oceano Índico.

## Taxonomia
A família inclui os seguintes géneros:
- Acaricesa Koçak & Kemal, 2008
- Hammenius Lehtinen, 1981
- Haplothyrus Lehtinen, 1995
- Holothyrus Gervais, 1842
- Indothyrus Lehtinen, 1995
- Leiothyrus van der Hammen, 1983
- Lindothyrus Lehtinen, 1995
- Sternothyrus Lehtinen, 1995